# Clio Barnard
Clio Barnard  es una directora de cine británica. Logró el reconocimiento internacional y una gran cantidad de galardones con su documental experimental The Arbor sobre la fallecida dramaturga Andrea Dunbar. En 2013 logró aclamación por su película The Selfish Giant, estrenada en la Quincena de los Realizadores en el Festival de Cine de Cannes.

## Filmografía

### Cine
| Año  | Película                | Rol                  |
| ---- | ----------------------- | -------------------- |
| 2000 | Lambeth Marsh           | Directora            |
| 2002 | Random Acts of Intimacy | Directora            |
| 2003 | Flood                   | Escritora, directora |
| 2010 | The Arbor               | Directora            |
| 2013 | The Selfish Giant       | Escritora, directora |
| 2017 | Dark River              | Escritora, directora |